# Joseph Anton Kraus
Joseph Anton Kraus (auch Krauß oder Kruse; † 21. Januar 1721 in Danzig, Königreich Polen) war ein deutscher Bildhauer, der vor allem in Ostpreußen wirkte.

## Leben
Er war möglicherweise ein Nachkomme von Alexander Krause, der als Bildhauer 1624 in Königsberg wirkte. 1703 heiratete er Elisabeth Frauenschein in Berlin und wurde in den Jahren von 1704 bis 1706 in Berliner Kirchenbüchern als Lehrling und dann als Bildhauer genannt. Joseph Anton Kraus war wahrscheinlich bei den Umbauarbeiten am Berliner Schloss zur Zeit von Andreas Schlüter beteiligt, möglicherweise in der Gruppe von Georg Gottfried Weyhemeyer.
1708 wurde er zu der Umgestaltung des Schlosses Schlobitten geholt, wo er umfangreiche Bildhauerarbeiten in Holz und Stein mit seinen Gehilfen schuf. Von 1712 bis 1717 war Kraus in Königsberg und ging dann nach Danzig, wo er 1721 starb.

## Werke (Auswahl)
Gesichert

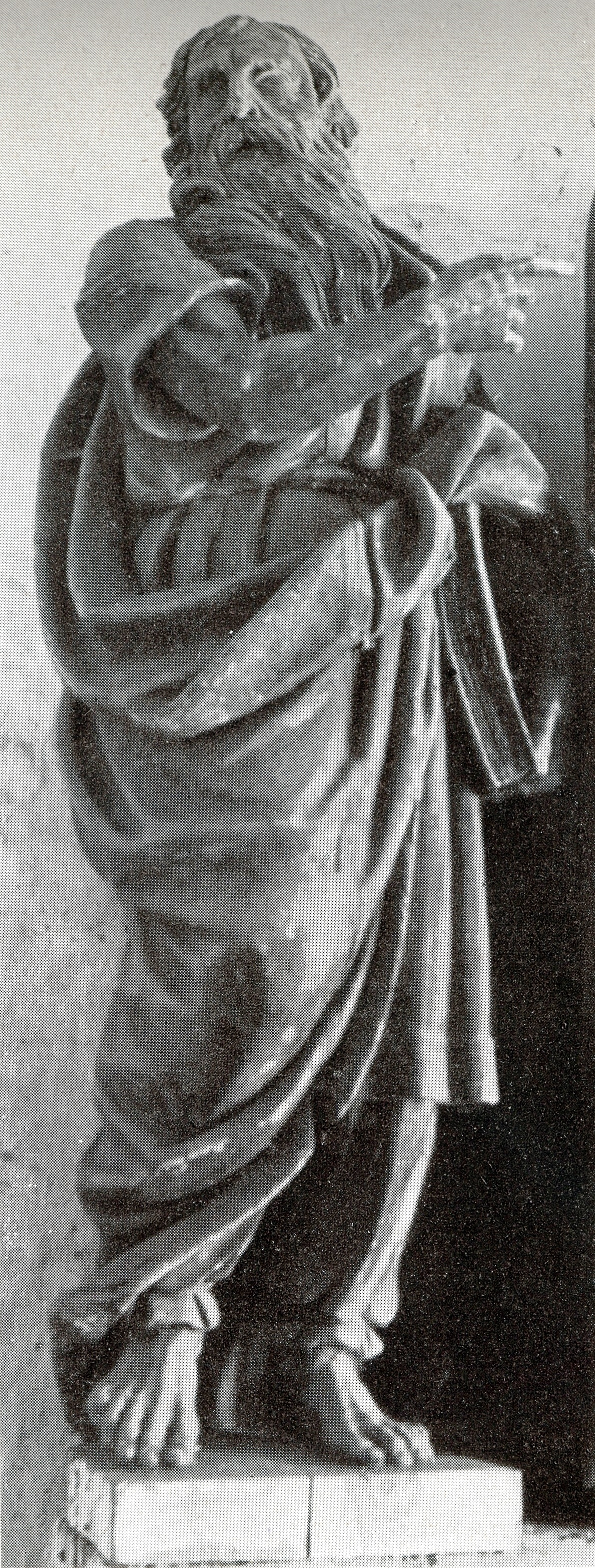
Mose im Altaraufsatz der Kirche in Groß Wolfsdorf

- Schloss Schlobitten, 1708–1711, umfangreiche Schnitzereien und Stukkaturen im Festsaal, Treppenhaus und weiteren Räumen
- Kirche Pörschken, 1710, Taufengel
- Kirche Sankt Lorenz, 1714, Taufengel
- Kirche Groß-Wolfsdorf, 1715/16, Altaraufsatz

Zuschreibungen
- Kirche Nordenburg, 1715, Schnitzereien am Altaraufsatz
- Kirche Ludwigswalde, um 1725 Altaraufsatz
- Johanniskirche Bartenstein, um 1720, Altaraufsatz